# Arianops neglecta
Arianops neglecta är en skalbaggsart som beskrevs av Barr 1974. Arianops neglecta ingår i släktet Arianops och familjen kortvingar. Inga underarter finns listade i Catalogue of Life.